# Bataille de Thiméon
Invasions vikings en France
Batailles
La bataille de Thiméon est une victoire remportée en 880 par Louis III, roi de Francie orientale, sur les Vikings de Godfred.
Les Annales de Fulda, les Annales de Saint-Bertin, les Annales de Saint-Vaast et la Chronique de Réginon de Prüm signalent ce combat entre Louis III et les « Hommes du Nord » (Nortmanni) qui eut lieu, suivant les textes, à Thimium, Tumiomum ou Timion, qui pourrait correspondre au village de Thiméon, situé entre Mons et Namur. Jean Mabillon a voulu placer cette localité à Thin-le-Moutier, dans les Ardennes, tandis qu'Adrien de Valois a proposé Thuin, sur la Sambre. Pour Chrétien Dehaisnes, l'affrontement se déroula à Thun-l'Évêque, près de Cambrai.

## La bataille
Le roi Louis III rencontre les Vikings non loin de la forêt Charbonnière, près du domaine royal de Thiméon, dans le comté de Hainaut, un peu au nord de la Sambre. Le combat s'engage et les Francs sont victorieux. Les Vikings survivants se retranchent dans la villa royale où ils sont bientôt assiégés par les troupes franques : le jeune fils de Louis, Hugues, est grièvement blessé lors de l'assaut, et capturé par le chef viking, Godfred. Dépité, Louis fait cesser les combats, espérant la libération de son fils en échange d'une rançon mais le lendemain, quand il pénètre dans la villa, que les Vikings avaient abandonnée la nuit pour regagner leurs navires, il se retrouve en présence du cadavre de son fils et renonce à poursuivre les vaincus.
5 000 Vikings auraient été tués lors de cette bataille,.

## Conséquences
Cette victoire franque ne met pas fin aux raids scandinaves dans la région : dès l'automne 880, les Vikings s'emparent de Courtrai, d'où ils ravagent toute la région ; les villes d'Arras, de Cambrai et de Péronne sont pillées.